# Poa ussuriensis
Poa ussuriensis är en gräsart som beskrevs av Roman Julievich Roshevitz. Poa ussuriensis ingår i släktet gröen, och familjen gräs. Inga underarter finns listade i Catalogue of Life.